# Матхаузерова, Светла
Светла Матхаузерова (также Светлана Матхаузерова) (чеш.  Světla Mathauserová; род. 7 марта 1924, Анталовцы — 21 февраля 2006, Прага) — чешский филолог-славист, переводчик, литературовед, преподаватель Карлова университета в Праге. Была супругой чешского русиста, литературоведа и философа проф. Зденека Матхаузера.

## Биография
Светла Матхаузерова обучалась в гимназии в Ужгороде, после подписания Мюнхенского соглашения её семья была вынуждена переехать из Подкарпатской Руси в Чехию, где она окончила среднее образование в 1943 в Простеёве. В 1949 году закончила обучение на Философском факультете Карлова университета в Праге по специальности богемистика и русистика. До 1953 года преподавала в гимназии и на Педагогическом факультете в г. Ческе-Будеёвице, а далее в течение сорока лет (до 1993 г.) работала на кафедре русистики Философского факультета Карлова университета.
Научная деятельность С. Матхаузеровой в первую очередь была направлена на сравнительное литературоведение, теорию перевода, изучение древнерусской литературы, русской литературы XVII и XVIII века, теории стиха и искусства слова, литературы славянского барокко и проблематики перевода Библии на славянские языки. Участвовала в конгрессах славистов (1958 в Москве, 1963 и 1988 в Софии, 1968 в Праге, 1973 в Варшаве, 1978 в Загребе, 1983 в Киеве и 1993 в Братиславе), читала лекции в университетах в Вене, Констанце, Осло, Берне, Эссене, Берлине, Сегеде и Иерусалиме. Переводила древнерусские тексты на чешский язык.

## Избранные труды

### Книги
- Ruský zdroj monologické románové formy : (M. D. Čulkov). — Praha : Nakl. ČSAV, 1961. −123 s. — (Rozpravy ČSAV).
- Древнерусские теории искусства слова. — Praha: Univ. Karlova, 1976. — 146 s. (Acta Universitatis Čarolinae Philologica: Monographie; T. 63).
- O Vasiliji Zlatovlasém, kralevici české země. — Praha : Vyšehrad, 1982
- Cestami staletí : systémové vztahy v dějinách ruské literatury. — Praha : Univ. Karlova, 1986, (AUC. Philologica, Monographia ; 91)
- Cesty a křižovatky: Podkarpatská Rus, Morava, Čechy. — Praha: Břeh, 2011 . — 205 s.

### Статьи
- Функция времени в древнерусских жанрах // ТОДРЛ. Л.: Наука, 1972. Т. 27. С. 227—235
- Собрание разных песен" Чулкова и «Славянские народные песни» Челаковского // XVIII век. Сборник 10. Русская литература XVIII века и её международные связи. Издательство «Наука», Ленинградское отделение. Л., 1975. С. 113—118.
- Две теории текста в русской литературе XVII в. // ТОДРЛ Л., 1976. Т. 31. С. 271—284.
- «Слагати» или «ткати»?: (Спор о поэзии в XVII в.) // Культурное наследие Древней Руси: (Истоки. Становление. Традиции). М., 1976. С. 195—199.
- «Повесть о Василии Златовласом», её система и функции // Проблемы изучения культурного наследия. М., 1985. С. 208—215. См. № 5450
- «Словоизвитие» и «самовитое слово» // Исследования по древней и новой литературе. Л., 1987. С. 281—286
- Překlad a jinakost, v : Souvislosti : Revue pro křesťanství a kulturu. — Č. 2 (1998), s. 63-68
- Test Puškinem, v : Puškinovské interpretačné variácie. — Bratislava : Univerzita Komenského, 2000, s. 9-20

### Пeреводы
- D. S. Lichačov: Člověk v literatuře staré Rusi. — Praha : Odeon, 1974. — 190 s.
- Povídky ze staré Rusi. — Praha : Odeon, 1984. — 330 s.
- Smích a běs. : Staroruské hagiografické příběhy. — Praha : Odeon, 1988. — 435 s.
- Poselství carských a císařských kurýrů : Řezno — Praha — Vídeň — Moskva 15. −17. století / [vybrala a přeložila, předmluvou a poznámkami opatřila Světla Mathauserová]. — Vyd. 1. — Praha : Česká koordinační rada Společnosti přátel národů východu, 2000. — 131 s.